# Оґанесон
Оґанесон або Оганесон (Og) — трансактиноїдний хімічний елемент. Уперше синтезований 2002 року командою американських і російських науковців в Об'єднаному інституті ядерних досліджень. У періодичній системі елемент має порядковий номер 118 і є також відомим як ека-радон. У грудні 2015 елемент визнала об'єднана робоча група міжнародних наукових організацій IUPAC та IUPAP. Офіційно назву елемент одержав 28 листопада 2016 року. Вона слідує традиції найменування елементів на честь науковців, беручи початок від прізвища фізика-ядерника Юрія Оганесяна, котрий відіграв провідну роль у відкритті найважчих елементів періодичної системи. Оганесон разом із сіборґієм є єдиними хімічними елементами, названими на честь живих на час найменування осіб. 
Оганесон є найважчим відомим хімічним елементом у періодичній системі, який був створений в лабораторних умовах. Радіоактивний атом оганесону дуже нестабільний, тому з 2005 року виявили лише чотири атоми ізотопу 294Og. Хоч і не вдалось докладно експериментально дослідити властивості елемента та його можливі сполуки, теоретичні обрахунки ознаменувались багатьма передбаченнями, зокрема й декількома несподіваними. Наприклад, хоч оганесон і є елементом вісімнадцятої групи, існують істотні шанси, що він не є інертним газом на відміну від решти елементів цієї групи. Раніше вважалось, що оганесон має газоподібний стан за нормальних умов, але наразі вважається, що він твердий відповідно до релятивістських ефектів. У періодичній системі оганесон розміщується у p-блоці і є останнім елементом 7-го періоду.

## Історія
Див. також: Хронологія відкриття хімічних елементів

### Перші передбачення
Данський фізик Нільс Бор першим серйозно розважив щодо можливості одержання елемента з атомним числом 118, зазначаючи 1922 року, що такий елемент посів би місце під радоном у періодичній системі елементів і був би найважчим із благородних газів. Відтак 1965 року Аристід фон Ґроссе у своїй статті описав можливі характеристики 118-го елемента. Ці передбачення були навдивовижу ранніми, позаяк 1922 року люди ще не вміли штучно створювати хімічні елементи, а 1965 року ще не було створено потужного наукового підґрунтя для острову стабільності. З часу Борового передбачення минуло вісімдесят років до дня успішного синтезу оганесону, однак досі не досліджені хімічні властивості елемента не дають зробити висновок, чи поводить він себе як важчий родич радону.

### Невдалі спроби синтезу
Наприкінці 1998 року польський фізик Роберт Смоланчук опублікував свої розрахунки щодо злиття атомних ядер при синтезі надважких елементів, зокрема оганесону. Його розрахунки припускали можливість синтезу оганесону унаслідок реакції свинцю та криптону за ретельно керованих умов.
1999 року дослідники з Національної лабораторії ім. Лоуренса використали ці розрахунки та оголосили про відкриття 116-го й 118-го елементів в статті, опублікованій у журналі «Physical Review Letters», а невдовзі результати були опубліковані і в журналі «Science». Дослідники повідомили, що здійснили таку реакцію:
{\displaystyle \,_{36}^{86}\mathrm {Kr} +\,_{82}^{208}\mathrm {Pb} \,\to \,{}_{118}^{293}\mathrm {Og} +\;_{0}^{1}\mathrm {n} \;}
Наступного року вони відмовились від своїх слів після того, як дослідники з їхньої й інших лабораторій не змогли підтвердити результати. У червні 2002 року керівник лабораторії повідомив, що оголошення про відкриття нових елементів ґрунтувались на даних, сфабрикованих основним автором статті Віктором Ніновим.

### Звіти про відкриття
Перший розпад атомів оганесону спостерігали 2002 року в Об'єднаному інституті ядерних досліджень у російській Дубні. У складі команди дослідників, очолюваної Юрієм Оганесяном, були й американські науковці із Ліверморської національної лабораторії. 9 жовтня 2006 року дослідники оголосили, що вони непрямим способом виявили три або чотири ядра оганесону-294 (один або два 2002 року та ще два 2005), що утворились унаслідок ядерної реакції йонів каліфорнію-249 і кальцію-48:
{\displaystyle \,_{98}^{249}\mathrm {Cf} +\,_{20}^{48}\mathrm {Ca} \,\to \,{}_{118}^{294}\mathrm {Og} +3\;_{0}^{1}\mathrm {n} \;}

Шлях радіоактивного розпаду ізотопу оганесону-294. Показано та період напіврозпаду для материнського та кожного. Фракція атомів, що підлягають спонтанному поділу (SF), подана зеленим.

2011 року IUPAC оцінила офіційні результати співпраці дослідників із Дубни та Лівермора, що були оголошені 17 жовтня 2006 року, зазначивши, що вони не відповідають критеріям для визнання відкриття.
Через надзвичайно низьку ймовірність успіху реакції ядерного синтезу (поперечний переріз ядерної реакції становить від 0,3 до 0,6 барнів або ж (3–6)×10−41 м2) експеримент тривав чотири місяці і затребував пучка з 4×1019 іонів кальцію для реакції з каліфорнієвою мішенню, що і призвело до першого зареєстрованого синтезу оганесону. Дослідники були впевненими, що ці результати не були хибно позитивними, оскільки шанс на це, як вони оцінювали, був меншим, ніж 1 до 100 000.
Під час експериментів дослідники спостерігали альфа-розпад трьох атомів оганесону та, як припускається, спонтанний поділ четвертого атома. Відповідно до обчислень період напіврозпаду оганесону становить 0,89 мс — 294Og розпадається до 290Lv шляхом альфа-розпаду. Позаяк до обрахунку брались лише дані з розпадів трьох атомів, обчислена величина періоду напіврозпаду має широкі межі невизначеності — 0.89+1.07
−0.31 мс.
{\displaystyle \,_{118}^{294}\mathrm {Og} \,\to \,{}_{116}^{290}\mathrm {Lv} +{}_{2}^{4}\mathrm {He} }
Ідентифікація ядер 294Og виконувалась шляхом створення дочірнього ядра 290Lv шляхом бомбардування 290Cm йонами 290Ca
{\displaystyle \,_{96}^{245}\mathrm {Cm} +\,_{20}^{48}\mathrm {Ca} \,\to \,{}_{116}^{290}\mathrm {Lv} +3\;_{0}^{1}\mathrm {n} \;}
та чи збігається радіоактивний розпад 290Lv із радіоактивним рядом ядер 294Og. Дочірнє ядро 290Lv є надзвичайно нестабільним із часом життя 14 мс, розпадаючись до 286Fl, що відтак може спонтанно поділитись або ж розпастись альфа-шляхом до 282Cn, що потому спонтанно поділиться.

### Підтвердження
У грудні 2015 року об'єднана робоча група Міжнародного союзу експериментальної та прикладної хімії (IUPAC) та Міжнародного союзу експериментальної та прикладної фізики (IUPAP) визнали відкриття хімічного елемента та встановили пріоритет цього відкриття за командою дослідників із Дубни та Лівермора.

### Найменування

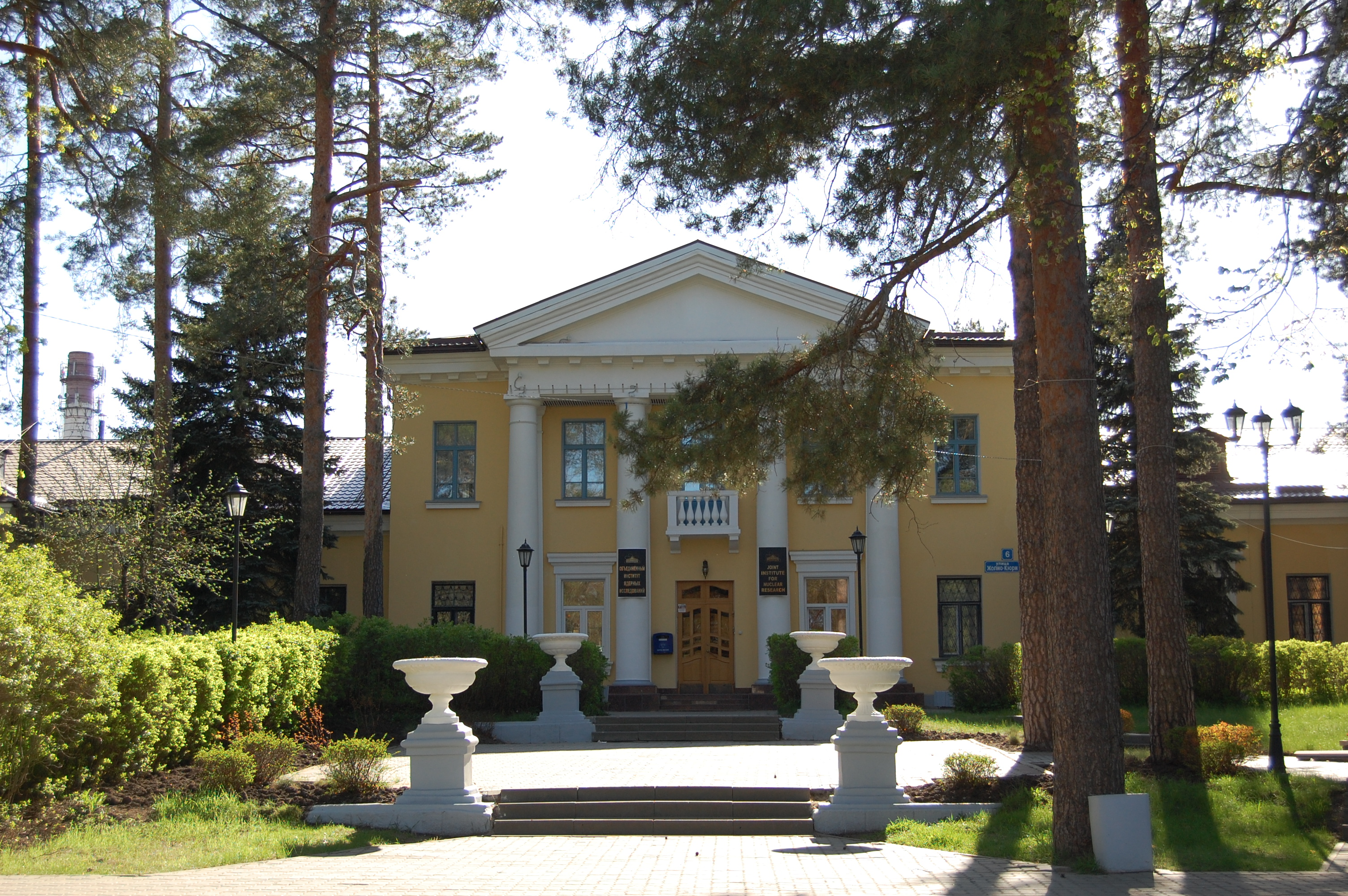
Фасад Об'єднаного інституту ядерних досліджень у Дубні, де і було здійснено синтез Оганесону.

Відповідно до Менделєєвської номенклатури для неназваних і невідкритих елементів оганесон також називають ека-радоном (до 1960 — ека-еманація, еманація є старою назвою радону). 1979 року IUPAC надала ще не відкритому елементові систематичну тимчасову назву унуноктій і символ Uuo, рекомендуючи вживати саме їх, допоки елемент офіційно не відкриють. Хоча назва здобула чи не абсолютного вжитку у хімічній спільноті на всіх рівнях, від шкільних хімічних лабораторій до професійних посібників, серед науковців здебільшого вживався термін сто вісімнадцятий елемент із символом 118, або ж навіть просто сто вісімнадцятий.
До оголошення про фальсифікацію результатів досліджень дослідники з Берклі наполягали на назві ґіорсій (Gh) на честь Альберта Ґіорсо, очільника команди дослідників.
Російські дослідники повідомили про успішний синтез 2006 року. Відповідно до рекомендацій IUPAC, першовідкривачі мають право на найменування нового елемента. 2007 року директор Об'єднаного інституту ядерних досліджень заявив, що є дві назви, споміж яких обирає команда дослідників — фльорій (на честь Георгія Фльорова, засновника дослідницької лабораторії в Дубні) та московій (на честь Московської області, де і розташована Дубна). Директор також стверджував, що хоч елемент і був відкритий у співпраці з американськими дослідниками, які надали каліфорнієву мішень, елемент має бути названий саме на честь Росії, оскільки Лабораторія ядерних реакція ім. Г. М. Фльорова в ОІЯД є єдиним місцем у світі, де можна було успішно провести цю реакцію. Згодом ці назви запропонували для 114-го (флеровій) та 116-го (московій) елементів. Однак зрештою московієм найменували 115-й елемент, а 116-й назвали ліверморієм.
Існує традиція, за якої назви всіх, за винятком гелію, благородних газів мають закінчення -он. Правила найменування елементів на час підтвердження відкриття вказували, що усі нові хімічні елементи мають мати закінчення -ій (-ium латиною). Хоч тимчасова назва унуноктій і відповідала цьому правилу, в редакції рекомендацій IUPAC від 2016 року вже вказується, що назви нових елементів 18-ї групи, незалежно від їх належності чи неналежності до благородних газів, повинні мати закінчення -он.
У червні 2016 року IUPAC повідомила, що планує надати елементу назву оганесон (та символ Og) на честь російського фізика-ядерника Юрія Оганесяна, а офіційно цю назву було затверджено 28 листопада 2016 року.

## Характеристики

### Стабільність ядра й ізотопи
Докладніше: Ізотопи оганесону

Оганесон (118 рядок) є дещо понад островом стабільності (обмежений білим колом), а тому його ядра є дещо стабільнішими, ніж передбачалося.

Острів стабільності на карті ізотопів.

Стабільність ядер атомів різко зменшується із збільшенням протонного числа для елементів, що розміщені в періодичній системі після плутонію, найважчого примордіального елементу, тож усі ізотопи з атомним числом понад 101 є радіоактивними та мають менший за добу період напіврозпаду (за винятком дубнію-268). Жоден хімічний елемент із протонним числом понад 82 (після свинцю в періодичній системі) не має стабільних ізотопів. Тим не менш, хоч про магічні ядро відомо ще недостатньо, однак спостерігається дещо підвищена стабільність ядер у 110–114 елементів, знання про що і призвело до утворення в ядерній фізиці терміну острів стабільності. Цей запропонований професором Каліфорнійського університету Ґленном Сіборґом концепт закладає теоретичні підвалини для розуміння причин триваліших за обчислені часів життя надважких елементів. Оганесон є радіоактивним елементом із періодом напіврозпаду меншим за мілісекунду, що є, однак, більшим за деякі передбачення значення, надаючи підтвердження концепції острова стабільності.
Обчислення, що ґрунтуються на моделі квантового тунелювання, припускають можливість існування декількох нейтронно-надлишкових ізотопів оганесону із періодом альфа-напіврозпаду, близьким до 1 мс.
Обчислення щодо можливих шляхів синтезу та періодів напіврозпаду інших ізотопів показали, що деякі з них можуть бути дещо стабільнішими за синтезований ізотоп 294Og, серед них зокрема постають 293Og, 295Og, 296Og, 297Og, 298Og, 300Og та 302Og. Найімовірніше, серед цих ізотопів матиме довший період напіврозпаду нуклід 297Og, а тому має всі шанси стати ціллю майбутніх досліджень цього елемента. Окрім цього, деякі ізотопи з надвеликими кількостями нейтронів, як-от 313Og, теж можуть мати дещо стабільніші ядра.

### Теоретичні атомарні та фізичні властивості
Оганесон є елементом 18-ї групи, групи елементів із нульовою валентністю. Елементи цієї групи є інертними стосовно найбільш типових хімічних реакцій (наприклад, горіння), позаяк їх валентні оболонки є заповнені вісьма електронами. Завдяки цьому і утворюється стабільна найменш енергетична конфігурація, за якої електрони валентної оболонки тісно взаємодіють. Вважається, що оганесон теж має заповнену зовнішню оболонку, на якій валентні електрони перебувають у конфігурації 7s27p6.
Частина науковців вважає, що оганесон матиме схожі фізико-хімічні властивості з іншими елементами 18-ї групи, а зокрема з найближчим за періодичною системою благородним газом — радоном. Однак теоретичні підрахунки показують, що елемент може бути досить реактивним, тож, мабуть, не може називатись благородним газом. Окрім того, що оганесон є реактивнішим за радон, елемент теоретично може не поступатись реактивністю і таким елементам, як флеровій і коперницій. Причиною значнішої хімічної активності оганесону відносно радону є розширення 7p-орбіталі в радіальному напрямку в поєднанні з енергетичною дестабілізацією елемента. Також це явище ще пояснюють значними спін-орбітальними взаємодіями між електронами орбіталі 7p й інертними електронами з орбіталі 7s2, що призводить до стабілізації другої валентної оболонки в флеровію і значної дестабілізації в оганесону. Підраховано, що оганесон, на відміну від благородних газів, здатен зв'язувати електрон із вивільненням енергії, тобто проявляти позитивну спорідненість до електрона, що зумовлено релятивістично стабілізованим восьмим енергетичним рівнем.
Очікується, що оганесон буде найбільш поляризованим елементом із усіх донині відомих, будучи майже двічі полярнішим за радон. Беручи до уваги властивості інших благородних газів, очікується, що температура кипіння оганесону становитиме 47–107 °C, що дуже відрізняється від раніше обчислених -26 та -10 °C. Навіть з такою великою похибкою надзвичайно малоймовірно, що оганесон буде газоподібним за нормальних умов. А позаяк діапазон рідкого стану в інертних газів є дуже вузьким — від 2 до 9 градусів — оганесон повинен би бути твердим за нормальних умов (навіть будучи одноатомним, як і решта благородних газів).
Передбачається, що через свою величезну поляризованість, оганесон матиме аномально низьку енергію іонізації (таку ж, як і в міді, що є набагато меншою від флеровію та всього 70 % від радону) та належатиме до конденсованої фази у звичайному стані.

### Можливі сполуки

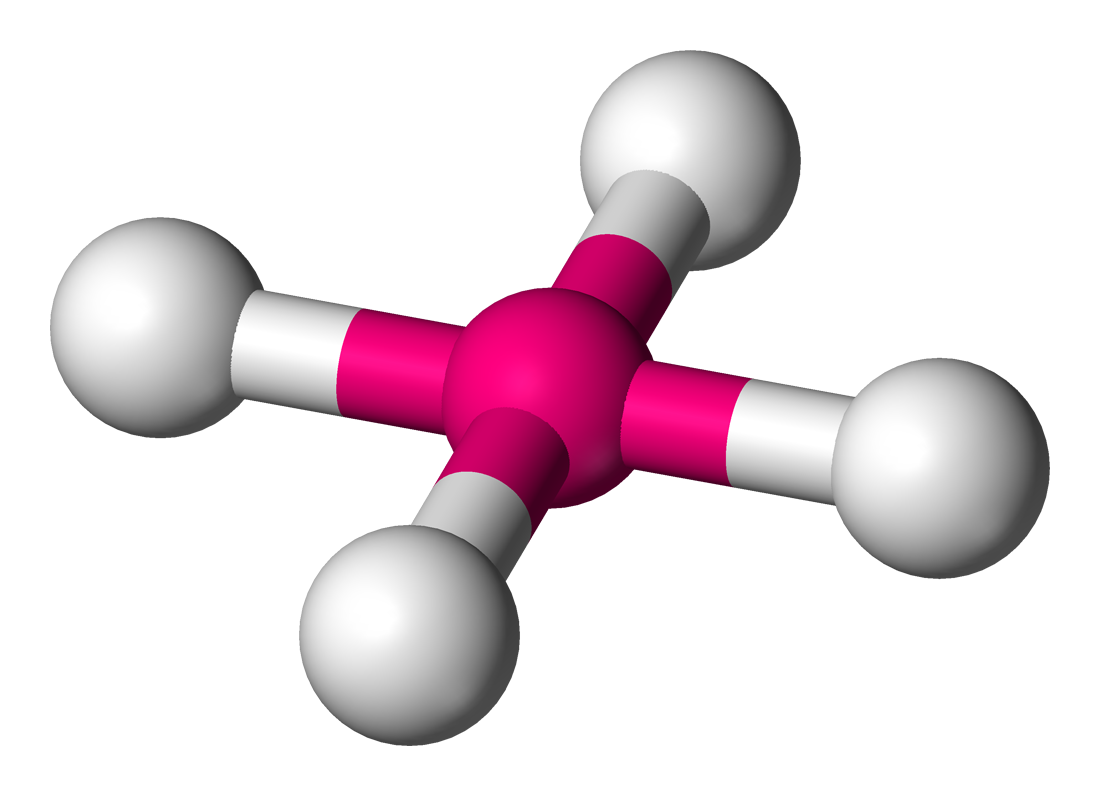
XeF_{4} має площинну конфігурацію.

Хоча досі не синтезовано сполук оганесону, однак підрахунки щодо теоретичних сполук виконувались ще з 1964 року. Очікується, що якщо енергія іонізації елемента буде занадто високою, то оганесон буде погано піддаватись окисненню, а тому найтиповішим ступенем окиснення буде 0, що є спільним із іншими благородними газами. Проте це передбачення може і не справдитись.

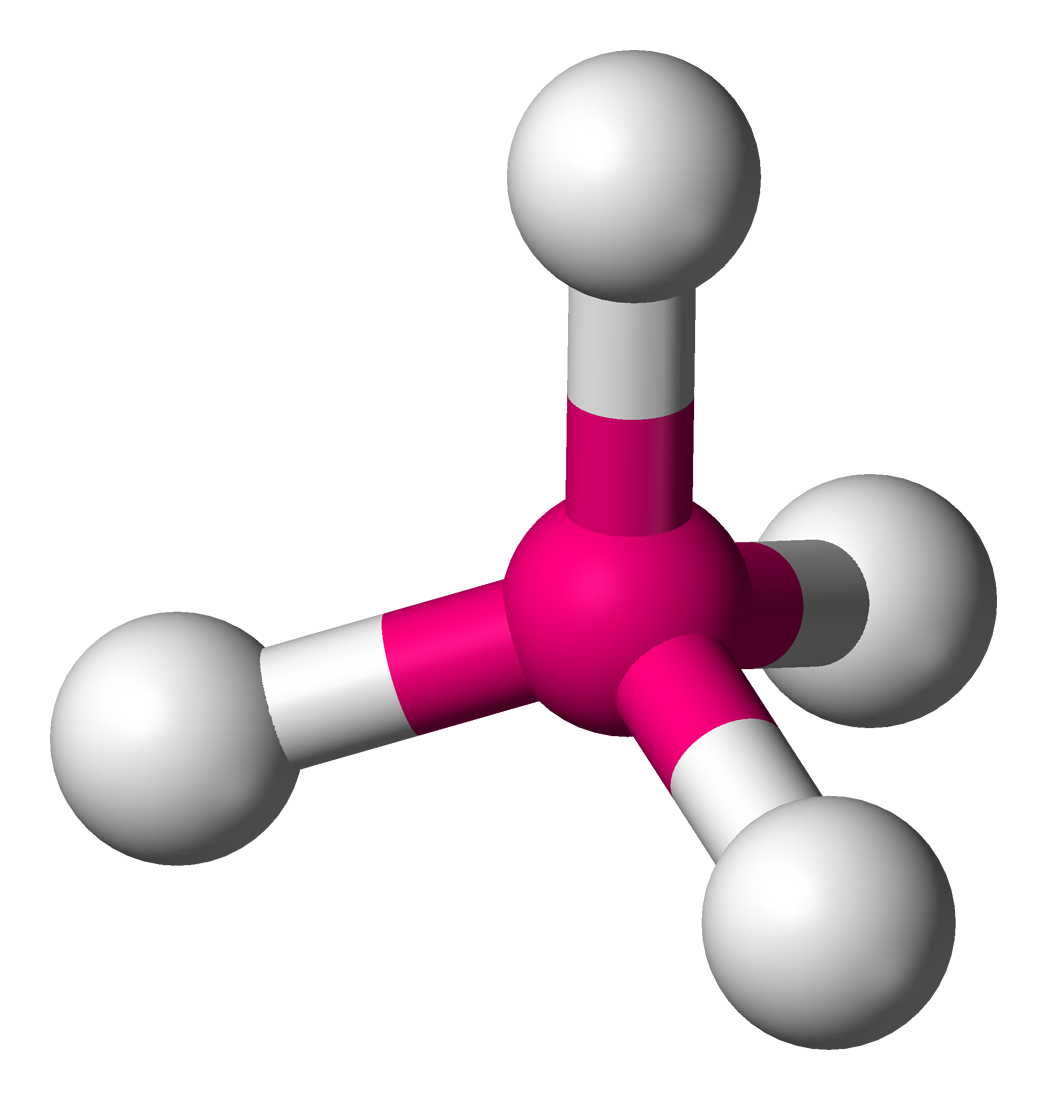
OgF_{4} мав би мати чотиригранну конфігурацію.

Обчислення стосовно двоатомної молекули Og2 показали, що зв'язок між атомами є досить схожий на такий у Hg2, а енергія розриву зв'язку становить 6 кДж/моль, приблизно в 4 рази більша, ніж у Rn2. Найнеймовірнішим є той факт, що довжина зв'язку є на 0.16 Å коротшою, ніж у Rn2, що є ознакою значної взаємодії в межах зв'язку. На противагу цьому, сполука OgH+ виявлятиме енергію розриву зв'язку, або ж протонну спорідненість, меншу, ніж сполука RnH+.
Зв'язок між оганесоном і воднем у молекулі OgH, як передбачається, має бути дуже слабким, що може розцінюватись як виразний прояв Ван дер Ваальсової взаємодії, аніж справжнього хімічного зв'язку. Однак скидається на те, що з більш електронегативними елементами оганесон має створювати набагато стабільніші сполуки, як-от із коперницієм і флеровієм. Передбачається, що можливими є будуть ступені окиснення +2 та +4 у фторидах OgF2 та OgF4 відповідно. Ступінь окиснення +6 буде менш стабільним завдяки сильним зв'язкам на 7p1/2 орбіталі. Це є наслідком спін-орбітальних взаємодій, що і роблять оганесон незвичайно реактивним. Наприклад, доведено, що реакція оганесону із F2 з утворенням OgF2 відбудеться із вивільненням 106 ккал/моль енергії, з яких близько 46 ккал/мол вивільняться саме завдяки цим взаємодіям. Для порівняння, спін-орбітальна взаємодія для схожої молекули RnF2 відповідає близько 10 ккал/моль із загальних 48 ккал/моль утвореної енергії. Ці ж взаємодії стабілізують чотиригранну конфігурацію молекули OgF4 на відміну від площинної конфігурації XeF4 та, імовірно, такої ж конфігурації RnF4. Імовірніше, що зв'язок Og—F буде іонним, аніж ковалентним, що означає, що сполуки OgFn мають бути леткими. Молекула OgF2 мала б мати слабко-іонний зв'язок через високу електронегативність оганесону. На відміну від інших благородних газів (окрім ксенону), оганесон мав би бути достатньо електропозитивним для утворення зв'язку Og—Cl при реакції з Cl2.